# Fêtes fatales
Fêtes fatales est une série télévisée québécoise d'anthologie en treize épisodes de 22 minutes scénarisée par Benoit Dutrizac et diffusée entre le 18 septembre et le 11 décembre 2002 à Télé-Québec.

## Synopsis
Petites histoires sombres se situant chacune dans une fête différente (Noël, Pâques, la Saint-Valentin).

## Fiche technique
- Scénariste : Benoît Dutrizac[1]
- Réalisateurs :
  - Frédéric Lafleur (segments Pâques, Journée internationale de la femme et Jour des droits de l’homme)
  - Ann Arson (segment Fête du Travail)
  - Frédérik D'Amours (segment Fête des pères)
  - Stefan Miljevic (segments St-Jean-Baptiste, Halloween, Fête du Canada, Noël)
- Productrice : Louise Gendron
- Producteurs exécutifs : Michel Bissonnette, Paul Dupont-Hébert, André Larin, Vincent Leduc
- Société de production : Zone 3

## Épisodes
1. Jour de l'An avec Denis Trudel (André Duchesne) et Caroline Dhavernas (Jeanne)
2. Saint-Valentin avec Michèle-Barbara Pelletier (Carla), Bobby Beshro (Charles) et Sylvain Marcel (Normand)
3. Journée internationale des femmes avec Noémie Godin-Vigneau (Femtastique) et Philippe Cousineau (Alexandre)
4. Poisson d’avril avec Daniel Brière (Maurice), Catherine Sénart (Anne-Marie) et Michel Courtemanche (Réjean)
5. Pâques avec Ghislain Tremblay (Bertrand), Yves Soutière (enquêteur) et Anie Pascale (Marie-Thérèse)
6. Fête des mères avec Marthe Turgeon (Marie-Lise) et Daniel Gadouas (Gilles)
7. Halloween avec François Papineau (Robert), Norman Helms (Jean-Michel Parent) et Martine Francke (Monique)
8. Fête des pères avec Richard Robitaille (Charles), Elyzabeth Walling (Sophie) et Claude Préfontaine (Jean-Paul)
9. Saint-Jean-Baptiste avec Robin Aubert (Chrétien) et Didier Lucien (Lévesque)
10. Fête du Canada avec Mario Saint-Amand (Jean-Marc) et Claude Laroche (Racine)
11. Fête du travail avec Jean-François Casabonne (Jean-Claude) et Dominique Lamy (Murielle)
12. Journée des droits de l’Homme avec Éric Cabana (Éric) et Michèle Deslauriers (mère d'Éric)
13. Noël avec Julie Le Breton (Julie) et Jean-Antoine Charest (Martin)

## Distribution (épisode indéterminé)
- Caroline Roberge (Virginie)
- Sylvain Massé (Julien)
- Reynald Bouchard (Dominic)
- Marie-Lyse Laberge-Forest (Isabelle)
- Jessica Welch (Julie)
- Sonia Laplante (Femme d'affaires)
- Marie Cantin (Auteure)
- Abeille Gélinas (Chanteuse)
- Marie-Josée Forget (Partenaire)
- Nathalie Cavezzali (Linda)
- Patrice Dubois (Marc)
- Stéphane Jacques (Jean)
- Louison Danis (Janine)
- John Dunn-Hill (Armstrong)
- Karine Ricard (Diane)
- Nathalie Breuer (Nicole)
- Robin Arsenault-Vézina (Marco)
- Yves Bélanger (Shylock)
- Adrien Lacroix (Michel)
- Louise Proulx (Épouse)
- Aspasia Benavente (Femme de chambre)
- Sébastien Joanette (Policier)
- Hugo Giroux (Léon)
- Sylvain Dubois (Robert)

## Récompenses
- 2003 : Prix Gémeaux de la meilleure réalisation émission dramatique : Frédéric Lafleur et André Chamberland